# Rosa Armiñana Navarrete
Rosa Armiñana Navarrete (Valencia, 6 de febrero de 1918 -  ibídem,  28 de diciembre de 2008), fue una escritora, folklorista y maestra de valenciano.

## Biografía
En 1970 comenzó a estudiar valenciano en los cursos de lengua de la sociedad Lo Rat Penat de Valencia. Con el tiempo pasó a formar parte del equipo de profesores de la asociación y a impartir docencia, especializándose en los cursos dirigidos a niños. De 1975 a 1980 fue directora de los cursos orales y por correspondencia de la sociedad. Abandonó la entidad debido a su fidelidad a las prescripciones lingüísticas de las Normas de Castellón de 1932.
De 1974 a 1983 impartió cursos de valenciano en diversos colegios de la ciudad de Valencia como profesora del Ayuntamiento.
En 1980 participó en la refundación como entidad privada del Instituto de Estudios Valencianos, donde fue directora y profesora.
A lo largo de su trayectoria profesional tomó un papel activo como escritora y mantenedora en valenciano en varios actos de la Junta Central Fallera de Valencia. Una parte importante de sus escritos no ha sido publicada.
Su biblioteca fue donada en el año 2011 por sus herederos a la Biblioteca Valenciana Nicolau Primitiu. Consta aproximadamente de 150 libros sobre lengua, literatura, folclore y cultura valenciana. Su archivo contiene poesías inéditas propias, documentación de su etapa docente, correspondencia y fotografías.

## Obras
- Arrels: llibre d’ensenyança elemental de llengua valenciana, publicada en 1978.